# 11039 Raynal
A 11039 Raynal (ideiglenes jelöléssel 1989 GH2) a Naprendszer kisbolygóövében található aszteroida. Eric Walter Elst fedezte fel 1989. április 3-án.